# Barbara Maria Stafford
Pour les articles homonymes, voir Stafford.
Barbara Maria Stafford, née en 1941 à Vienne, est une historienne de l’art spécialiste du développement de l'image dans l’art et des technologies l’entourant, depuis le Siècle des Lumières.

## Jeunesse et études
Stafford est née à Vienne, en Autriche. Elle émigre avec sa famille pour les États-Unis à l'âge de sept ans, vivant d'abord à Fort Monroe, en Virginie. Cependant, son beau-père américain travail comme attaché militaire, poste qui amène la famille à se déplacer au bout de quelques années d'une ville à une autre. Elle vit alors, du fait de cette situation, à Livourne et à Rome en Italie, à Yokohama au Japon, à Kilene, au Texas, et à Fort Knox, dans le Kentucky.
Elle poursuit des études à l'université Northwestern, où elle est diplômée de philosophie continentale et de littérature comparée. Elle passe une année à la Sorbonne, à Paris, étudiant avec Jean Wahl, Philippe Souriau, and Charles Dedeyan. Elle retourne à Northwestern pour étudier l’histoire de l'art, puis part à l'université de Chicago pour son doctorat. Pendant cette période, elle obtient une bourse universitaire de l'American Association of University Women, qui lui permet de poursuivre à l'institut Warburg, à Londres, où elle rencontre Ernst Gombrich, qui devient alors son directeur de thèse.

## Carrière
Stafford commence sa carrière dans l'enseignement en tant que professeur assistant au National College of Education (en) en 1969. En 1972, elle part à l'Université Loyola de Chicago, et un an plus tard, à l'Université du Delaware, où elle reste pendant près d'une décennie. De 1981 à 2010, elle est professeur à l'Université de Chicago, où elle est enseigne au titre de William B. Ogden Distinguished Service Professor jusqu'en 2010. Elle est maintenant professeur-émérite à l'Université de Chicago et enseigne à l'Institut de technologie de Géorgie depuis 2010, où elle est professeur-invitée.
Elle obtient des doctorats d'honneur du Maryland Institute College of Art et de l'université d'État de Grand Valley du Michagan en 1996. L'université de Warwick l'honore deux ans plus tard, en 1998. Elle a gagné en outre de nombreux prix pour ses recherches et ses livres, dont le prix Clifford de American Society for Eighteenth-Century Studies en 1980, le College Art Association's Millard Meiss Publication Award en 1979, un prix Gottschalk pour le meilleur ouvrage sur le XIXe siècle, Body Criticism, en 1992, le prix Michelle Kendrick Memorial du livre de la Society for Literature, Science, and the Arts, pour Echo Objects: the Cognitive Work of Images en 2007, et le Thomas N. Bonner Award, récompensant l’ouvrage précédemment cité comme « le meilleur livre récent en anglais sur la théorie et la pratique des arts libéraux ».

## Recherches
Les ouvrages de Stafford examinent les modes et les technologies de la représentation visuelle, depuis les temps modernes, jusqu'à aujourd'hui. Elle travaille à l'intersection des arts visuels, des sciences de l'optique, et de l'histoire des technologies, avec un intérêt important pour la façon dont les expériences sont réalisées. Ses publications récentes examinent les approches révolutionnaires liées aux sciences cognitives, changeant notre point de vue du sensorium, et modifiant nos biais de réflexions sur la perception, les sensation, l'émotion, l'imagerie mentale, et la subjectivité. Les idées de Stafford ont trouvé une résonance dans la critique des premiers médias de masse et de la pluralité des points de vue, ce qu'elle décrit comme « un matériel de références croisées d'une réalité lointaine ».

## Publications
- A Field Guide to a New Metafield: Bridging the Humanities-Neurosciences Divide. University of Chicago Press, 2011.
- Echo Objects: The Cognitive Work of Images. University of Chicago Press, May 2007.
- Devices of Wonder: From the World in a Box to Images on a Screen. With Frances Terpak (coauthor). Getty Research Institute, 2002.
- Beyond Productivity: Information Technology, Innovation, and Creativity, (contributor as member of the Committee on Information Technology and Creativity), eds. William J. Mitchell, Alan S. Inouye, and Marjory S. Blumenthal. Washington D.C.: National Academy Press, 2003.
- Visual Analogy: Consciousness as the Art of Connecting. Cambridge, MA: The MIT Press, 1999.
- Good Looking. Essays on the Virtue of Images. Cambridge, MA: The MIT Press, 1996.
- Artful Science. Enlightenment, Entertainment and the Eclipse of Visual Education. Cambridge, MA: MIT Press, 1994.
- Body Criticism: Imaging the Unseen in Enlightenment Art and Medicine. Cambridge, MA, and London: MIT Press, 1991.
- Voyage into Substance: Art, Science, Nature and the Illustrated Travel Account, 1760-1840. Cambridge, Mass: MIT Press, 1984.

## Distinctions
- 1995 : Médaille Martin Warnke[2]